# حفره لگنی
حفره لگنی (به انگلیسی: Pelvic cavity) حفره‌ای است که توسط استخوان‌های لگن محدود شده است. سقف کج آن ورودی لگن (دهانه بالایی لگن) است. مرز پایینی آن دیافراگم لگن است.
حفره لگنی در درجه اول شامل اندام‌های تولیدمثل، مثانه، میزنای دورتر (دیستال)، پیشاب‌راه نزدیکتر (پروگزیمال)، خم‌روده انتهایی، راست‌روده و کانال مقعدی است. در زنان، رحم، لوله‌های فالوپ، تخمدان‌ها و واژن بالایی ناحیه بین احشاء دیگر را اشغال می‌کنند.
لگن دارای یک دیواره پیشین-پایین، یک دیواره پشتی و دو دیواره کناری لگن است و یک دیواره لگن پایینی که به آن کف لگن نیز می‌گویند. صفاق دیواره‌ای در اینجا و به دیواره شکم چسبیده است.
| سقف: pelvic brim            |                           |                       |
| پشتی: استخوان خاجی، دنبالچه | کناری: ماهیچه سدادی درونی | جلویی: التصاق شرمگاهی |
| کف: کف لگن                  |                           |                       |